# Isleria
Genre
Isleria est un genre de passereaux de la famille des Thamnophilidés, originaires du bassin de l'Amazone. Il a été créé en 2012.

## Liste des espèces
Selon la classification de référence du Congrès ornithologique international (version 6.4, 2016) :
- Isleria hauxwelli — Fourmilier à ventre gris, Myrmidon de Hauxwell (P.L. Sclater, 1857)
  - Isleria hauxwelli suffusa (J.T. Zimmer, 1932)
  - Isleria hauxwelli hauxwelli (P.L. Sclater, 1857)
  - Isleria hauxwelli clarior (J.T. Zimmer, 1932)
  - Isleria hauxwelli hellmayri (E. Snethlage, 1906)
- Isleria guttata — Fourmilier à cul roux, Myrmidon moucheté (Vieillot, 1824)